# Antonio Decaro
Antonio Decaro (ur. 17 lipca 1970 w Bari) – włoski polityk i samorządowiec, deputowany krajowy, w latach 2014–2024 burmistrz Bari, poseł do Parlamentu Europejskiego X kadencji.

## Życiorys
Absolwent inżynierii lądowej (ze specjalnością w zakresie transportu) na Politecnico di Bari. Pracował na macierzystej uczelni i jako zastępca kierownika wydziału w Acquedotto Pugliese (regionalnej instytucji odpowiadającej za zaopatrzenie w wodę pitną). Od 2000 zajmował dyrektorskie stanowiska w spółce ANAS zajmującej się infrastrukturą drogową. W 2004 wszedł w skład miejskiej egzekutywy w Bari – burmistrz Michele Emiliano mianował go asesorem do spraw mobilności i ruchu drogowego. Antonio Decaro dołączył do Partii Demokratycznej. W 2010 został wybrany na radnego Apulii, kierował frakcją radnych swojego ugrupowania. W wyborach w 2013 uzyskał mandat posła do Izby Deputowanych XVII kadencji.
W 2014 wystartował na urząd burmistrza Bari, wygrywając wybory w drugiej turze. W 2019 uzyskał reelekcję na drugą kadencję w pierwszej turze. W styczniu 2015 został również burmistrzem obszaru metropolitalnego Bari. W tym samym roku powołany na wiceprzewodniczącego stowarzyszenia włoskich gmin (ANCI). W 2016 objął funkcję przewodniczącego tej organizacji.
W 2024 został wybrany w skład Europarlamentu X kadencji.